# Neodesha, Kansas
Neodesha là một thành phố thuộc quận Wilson, tiểu bang Kansas, Hoa Kỳ. Năm 2010, dân số của xã này là 2486 người.

## Dân số
Dân số các năm:
- Năm 2000: 2848 người
- Năm 2010: 2486 người